# Scopula obluridata
Scopula obluridata là một loài bướm đêm trong họ Geometridae.